# Holsteinisches Niederdeutsch
Holsteinisches Niederdeutsch ist die im Landesteil Holstein gesprochene Variante des Niederdeutschen. Unterdialekte des Holsteinischen sind unter anderem das Reinfelder Platt, das Dithmarscher Platt, das Fehmarner Platt, das Ostholsteinische Platt. In den plattdeutschen Passagen seines Werkes Buddenbrooks verwendete Thomas Mann das Reinfelder Platt.
Benachbarte Dialekte oder Varianten sind Schleswigsch, Mecklenburgisch und die Dialekte des Hamburger Platts. Darüber hinaus wird auch (vor allem im Hamburger Raum) auch Missingsch, eine Mischsprache aus Hoch- und Niederdeutsch, gesprochen.
Benachbarte Sprachen sind Nordfriesisch und Dänisch im Landesteil Schleswig.
Der Wortschatz des Holsteinischen wird beschrieben im Schleswig-Holsteinischen Wörterbuch.